# Cirilo Saucedo
Cirilo Saucedo Nájera (Mexikóváros, 1982. január 5. –) egy mexikói válogatott labdarúgó, aki jelenleg kölcsönben a Moreliában játszik kapusként.

## Pályafutása

### Klubcsapatokban
Az első osztályú bajnokságban 2004. augusztus 15-én mutatkozott be a Dorados de Sinaloa színeiben, majd 2006-ban rövid időre a Tiburones Rojos de Veracruzhoz került. 2007 és 2011 között a Tigres de la UANL játékosa volt, de 2008 és 2009 között kölcsönben az Indios de Ciudad Juárez együttesében szerepelt. 2011 óta a Tijuana kapusa, de 2015-ben kölcsönadták a Moreliának.

### A válogatottban
A válogatottban először 31 évesen, 2013. január 30-án lépett pályára, amikor a szünetben becserélték egy Dánia elleni barátságos mérkőzésen.
| Mexikó | Mexikó            | Mexikó                                  | Mexikó           | Mexikó   | Mexikó   | Mexikó     | Mexikó | Mexikó  |
| #      | Dátum             | Helyszín                                | Hazai            | Eredmény | Vendég   | Kiírás     | Gólok  | Esemény |
| ------ | ----------------- | --------------------------------------- | ---------------- | -------- | -------- | ---------- | ------ | ------- |
| 1.     | 2013. január 30.  | Glendale, University of Phoenix Stadium | Mexikó           | 1 – 1    | Dánia    | barátságos | 0      | 45'     |
| 2.     | 2015. április 15. | San Antonio, Alamodome                  | Egyesült Államok | 2 – 0    | Mexikó   | barátságos | 0      |         |
|        | Összesen          |                                         |                  | 2        | mérkőzés |            | 0      | gól     |